# 彼得里夫斯凱 (庫皮揚斯克區)
49°48′38″N 37°54′40″E / 49.81056°N 37.91111°E
彼得里夫斯凱（烏克蘭語：Петрівське）是位於烏克蘭東部的村莊，由哈爾科夫州庫皮揚斯克區的德沃里奇納市鎮負責管轄。該村始建於1943年，面積0.33平方公里，海拔高度158米，2001年人口17，人口密度每平方公里52.2人。